# Ramón Mola Vidal
Ramón Mola vidal (1896-1936) fue un militar español.

## Biografía
Era hermano del general Emilio Mola, que fue director general de Seguridad y posteriormente jefe del Ejército de África. 
En 1936, Ramón Mola ostentaba el rango de capitán y se encontraba destinado en Barcelona como juez de causas. Se convirtió en un estrecho colaborador de su hermano en la preparación de la sublevación militar contra la República. De hecho, formaba parte del núcleo conspirativo en Barcelona, junto al capitán de artillería Luis López Varela. Sin embargo, Ramón no tenía ninguna confianza en el éxito del golpe militar en Barcelona y de hecho, unos días antes de producirse este, llegó a visitar a su hermano en Pamplona con objeto de transmitirle sus temores. Al parecer su hermano Emilio le habría llegado a decir: «No dudo que sabes morir como un caballero».
Tal y como había temido, cuando el 19 de julio se produjo la sublevación de algunas unidades de la guarnición de Barcelona, estas encontraron una fuerte resistencia de las fuerzas leales y fueron incapaces de hacerse con el control de la ciudad. En unas horas la sublevación había fracasado y muchos de los conspiradores fueron detenidos o hechos prisioneros por las fuerzas de seguridad. El propio Ramón se encontraba entre los detenidos, muchos de los cuales fueron puestos bajo custodia en las llamadas "Dependencias militares". La noche del 19 al 20 de julio, mientras se encontraba detenido, Ramón Mola se suicidó de un disparo en la cabeza.